# Франжоли, Тимофей Афанасьевич
Тимофе́й Афана́сьевич Франжо́ли (или Франжоли́) (1854, Херсон — 6 [19] октября 1915, Вятка) — русский революционер, народник, политический ссыльный. В 1879 году был сослан в Вятскую губернию. Впоследствии фабрикант, кондитер. Ремесленный голова г. Вятки, гласный городской Думы. Брат Андрея, Николая и Дмитрия Франжоли. Муж Марии Франжоли. Отец журналиста Владимира Франжоли и актрисы Людмилы Франжоли.

## Биография
Тимофей родился в семье мелкого купца Афанасия Дмитриевича Франжоли, имевшего в Херсоне табачную лавку, и его жены Елизаветы Ивановны. 6 октября 1873 года отец получил вид на жительство в Российской империи, будучи официально признан австрийским подданным, что впоследствии не удавалось сделать его сыновьям. Кроме Тимофея в семье росли братья Андрей, Николай и Дмитрий. Все они впоследствии стали революционерами-народниками. Андрей Афанасьевич, наряду с Андреем Желябовым и Софьей Перовской, принимал участие в убийстве императора Александра II.
Андрей и Николай учились в Херсонской гимназии, Дмитрий — в Рославльском техническом училище. Тимофей был единственным из братьев, чья учёба из-за бедности отца ограничилась лишь домашним образованием. Старшая сестра Евгения вышла замуж за инженера-технолога И. Н. Болотникова, младшие сёстры Анна и Ольга вышли замуж за учителей Мамаенко и Левченко соответственно. До своего ареста Тимофей Франжоли работал пекарем в херсонской пекарне Кешалы по улице Суворовской в доме Подгайца. Н. А. Морозов писал об этом так::

Один из братьев Франжоли перед поступлением на должность сельского учителя попал в Сибирь на каторгу, другой, по недостатку средств получить среднее образование, принуждён был ещё мальчиком поступить в булочную.— Н. А. Морозов, «Андрей Франжоли.  Очерк из движения в „народ“ в 70-х годах и из последних дней „Народной воли“»
Николай и Тимофей были близки по возрасту и наиболее дружны друг с другом, по этой причине их имена в материалах жандармских дознаний всегда стоят рядом. Так, они значились в списке лиц, пребывание которых в Херсонской губернии было признано вредным, поскольку они были замечены «в желании устраивать тайные беседы и заподозрены в сочувствии соц[иально]-революционным идеям». 31 мая 1879 года в Херсоне Николай и Тимофей были арестованы с целью последующей отправки в Одессу, но в это время у обер-офицерской дочери Марии Анисимовны Богушевской от Тимофея родилась дочь Людмила, и ему было разрешено обвенчаться с его невестой. 20 июня 1879 года в Покровско-Богородицкой церкви Херсона состоялось венчание Тимофея и Марии, после чего их вновь разлучили, этапировав Тимофея с Николаем в Одессу.
Временный одесский генерал-губернатор Э. И. Тотлебен намеревался сначала выдворить Франжоли, называвших себя австрийскими подданными, за пределы Российской империи, но братьями не были предоставлены никакие документы, доказывавшие их иностранное подданство.
По этой причине, а также ввиду того что генеральный консул Австро-Венгрии в Одессе заявил, что не сможет оказать содействие к принятию братьев на границе с Австро-Венгерской империей, их высылка за границу в июле 1879 года не состоялась. 4 сентября 1879 года временный одесский генерал-губернатор издал новое распоряжение, согласно которому Тимофей и шестнадцатилетний Дмитрий Франжоли 8 сентября высылались в распоряжение московского обер-полицеймейстера А. А. Козлова для отправки под гласный надзор полиции в Вятскую губернию. Брату Николаю ссылка в Вятскую губернию была заменена на ссылку в Карийскую каторгу, поскольку ещё 21 июля он был возвращён из Одессы в Херсон, где выяснились новые обстоятельства его деятельности. Николай стал соучастником в деле об ограблении Херсонского казначейства.
В связи с этим задержалась отправка в вятскую ссылку Тимофея и Дмитрия, их также проверяли на предмет соучастия в совершении подкопа под Херсонское казначейство. Но их сопричастность к херсонской экспроприации не была доказана, и 19 сентября 1879 года Тимофей Франжоли прибыл в Вятскую губернию, а 30 сентября водворён на жительство в город Котельнич. Вместе с Тимофеем Афанасьевичем в вятскую ссылку добровольно вызвалась ехать его жена М. А. Франжоли с четырёхмесячной Людмилой. Писатель и журналист Семён Иванович Васюков, бывший народник, оставил свои воспоминания о кратком периоде пребывания семьи Франжоли в Котельниче: «Прислали из Херсона Франжоли с женой и детьми. Симпатичные южане немало бед натерпелись, но мало-помалу устроились в Котельниче не дурно».

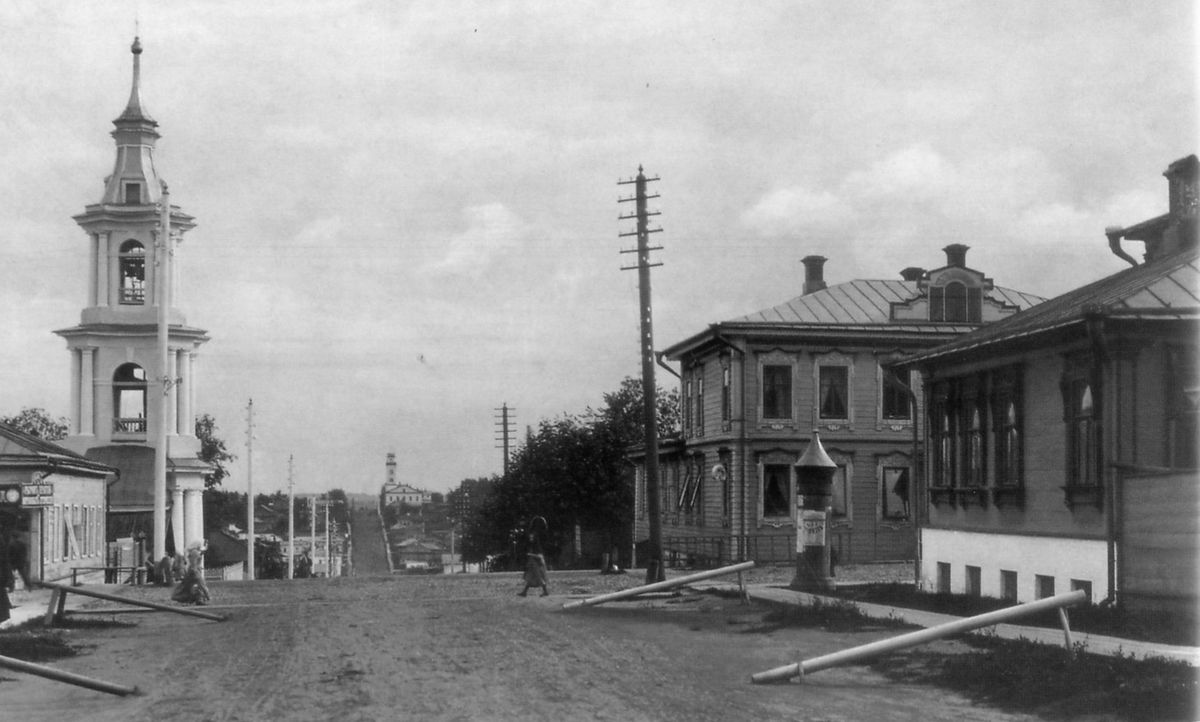
Кондитерское заведение Тимофея Франжоли в Вятке на углу улиц Царёвской и Московской (второй дом справа)

После рождения в октябре 1880 года сына Николая Т. А. Франжоли обратился с прошением о переводе его семьи из Котельнича в Вятку, и в конце 1880 года перевод в губернский центр был разрешён В Вятке Т. А. Франжоли основал кондитерскую фабрику и содержал её за счёт местных поднадзорных. Постановлением Особого совещания от 31 октября 1881 года срок надзора Тимофею Франжоли вновь был определён в три года, хотя к тому времени первые два года ссылки из трёх он уже отбыл. В 1882 году в Вятке к Тимофею присоединился младший брат Дмитрий, который также отбывал три года ссылки в Вятской губернии, но в Нолинске. Дмитрий работал пекарем у Тимофея, а по завершении гласного надзора он покинул старшего брата и, женившись, отправился в Пермь. В сентябре 1884 года окончился гласный надзор и за самим Тимофеем, он был переведён под негласный надзор полиции с воспрещением жить в столицах. С этого времени и все последующие годы Тимофей Афанасьевич жил в Вятке.
В 1885 году он принял российское подданство, приписался к мещанскому сословию и со временем стал одним из крупнейших предпринимателей Вятки. Бывший ссыльный, упрочив своё положение, по-прежнему помогал ссыльным, как вятским, так и разбросанным по губернии и за её пределами, а также неимущим студентам, детям бедных родителей, оплачивая их обучение в гимназии и т. д. Вятский исправник, наблюдавший за кондитерской Т. А. Франжоли, докладывал полицмейстеру, что публика кондитерской иногда устраивает политические прения, что необходимо «негласное, но строгое наблюдение за происходящим в кондитерской Франжоли, в особенности в то время, когда к Франжоли прибывают люди, уже замеченные в политической неблагонадёжности».
К 1890 году Т. А. Франжоли был кандидатом в члены Податного присутствия Вятского уезда по негильдейским предприятиям от г. Вятки. В 1894 году у вятских домовладельцев Спасских он приобрёл собственный дом, на втором этаже которого жил сам, а на первом разместил булочное и кондитерское производство. По воспоминаниям мемуариста Б. Г. Сергиева, кондитерские изделия Франжоли славились не только в Вятке и Вятской губернии, но и за её пределами:

Другой кондитерский магазин, несколько меньших размеров, находился на углу Московской и Царёвской улиц и принадлежал кондитеру Франжоли. У него было также своё булочное и кондитерское производство. Выделывались самые разнообразные конфеты, главным образом карамель и монпансье. Из булочных изделий здесь славились плюшки. Они делались из мелких завитков теста, густо посыпанных сахаром, тоже очень нежные на вид и на вкус. Из монпансье особенно славились здесь кофейные, представлявшие собой шарик, слепленный из двух половинок, а также другие конфеты. Товары этих двух кондитерских славились не только в г. Вятке и в Вятской губернии, но и далеко за её пределами— Б. Г. Сергиев, «Вятские воспоминания», 1890—1906.

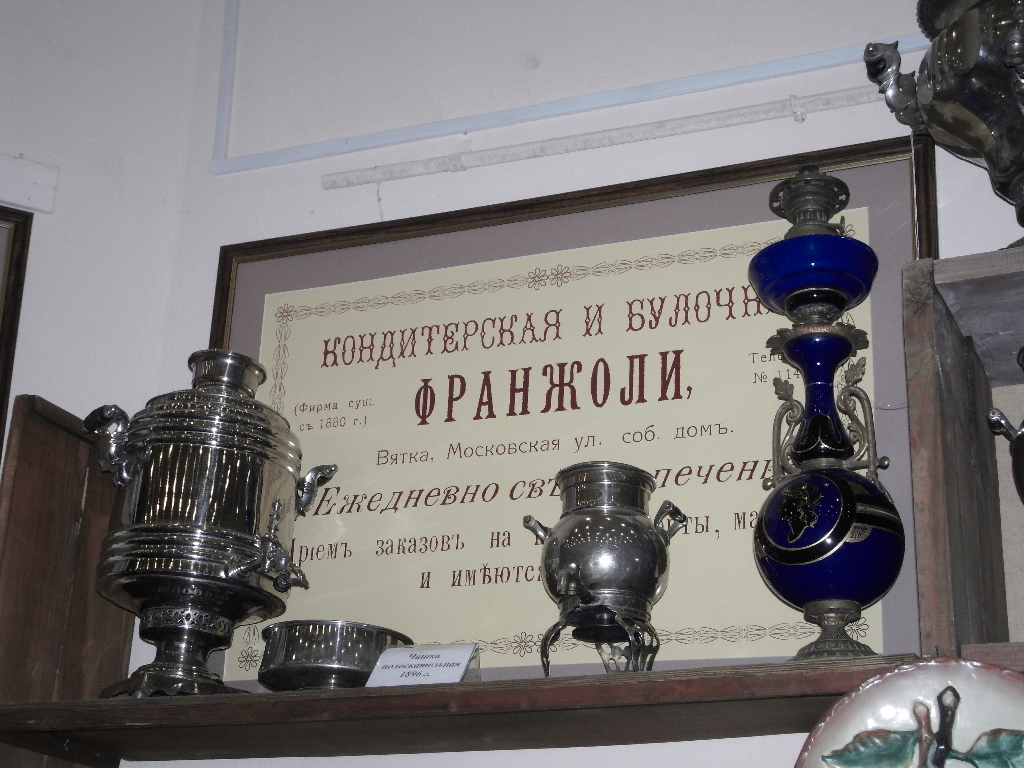
Реклама заведения Тимофея Франжоли среди экспонатов МВЦ «Диорама», Киров, 2018

Цеховой мещанин и обеспеченный предприниматель не порвал окончательно с революционными симпатиями юности, но активной революционной работой более не занимался. Круг вятских знакомых состоял из бывших ссыльных и оппозиционеров. Так, Н. А. Чарушин проходил по процессу ста девяноста трёх вместе с братом Андреем Франжоли, Николай Чарушин также был на Карийской каторге, но до того, когда туда попал брат Николай Франжоли, а сын Тимофея Афанасьевича — Владимир Тимофеевич — работал редактором ведущей местной оппозиционной газеты «Вятская речь», издаваемой Н. А. Чарушиным.
Ещё один бывший ссыльный в Вятке М. П. Бородин крестил детей Т. А. Франжоли. Михаил Павлович Бородин (1854–1911) слыл известным народническим статистиком и публицистом, он отбыл якутскую ссылку, где его встретил исследователь сибирской каторги Джордж Кеннан. Совместно с Н. А. Чарушиным Бородин входил в «Вятское книгоиздательское товарищество», публиковался в журнале «Отечественные записки», газетах «Русские ведомости», «Вятская речь», был другом П. А. Голубева, состоял в переписке с В. Г. Короленко, а тот, в свою очередь, в глазовской ссылке жил в родительском доме Бородиных. Но общественное положение, занимаемое Т. А. Франжоли, было двояким: помимо очевидных симпатий к деятелям революционного движения, Т. А. Франжоли привлекала деятельность в качестве вятского ремесленного головы, он входил в попечительский
совет Вятского земского ремесленного училища, был гласным городской Думы.

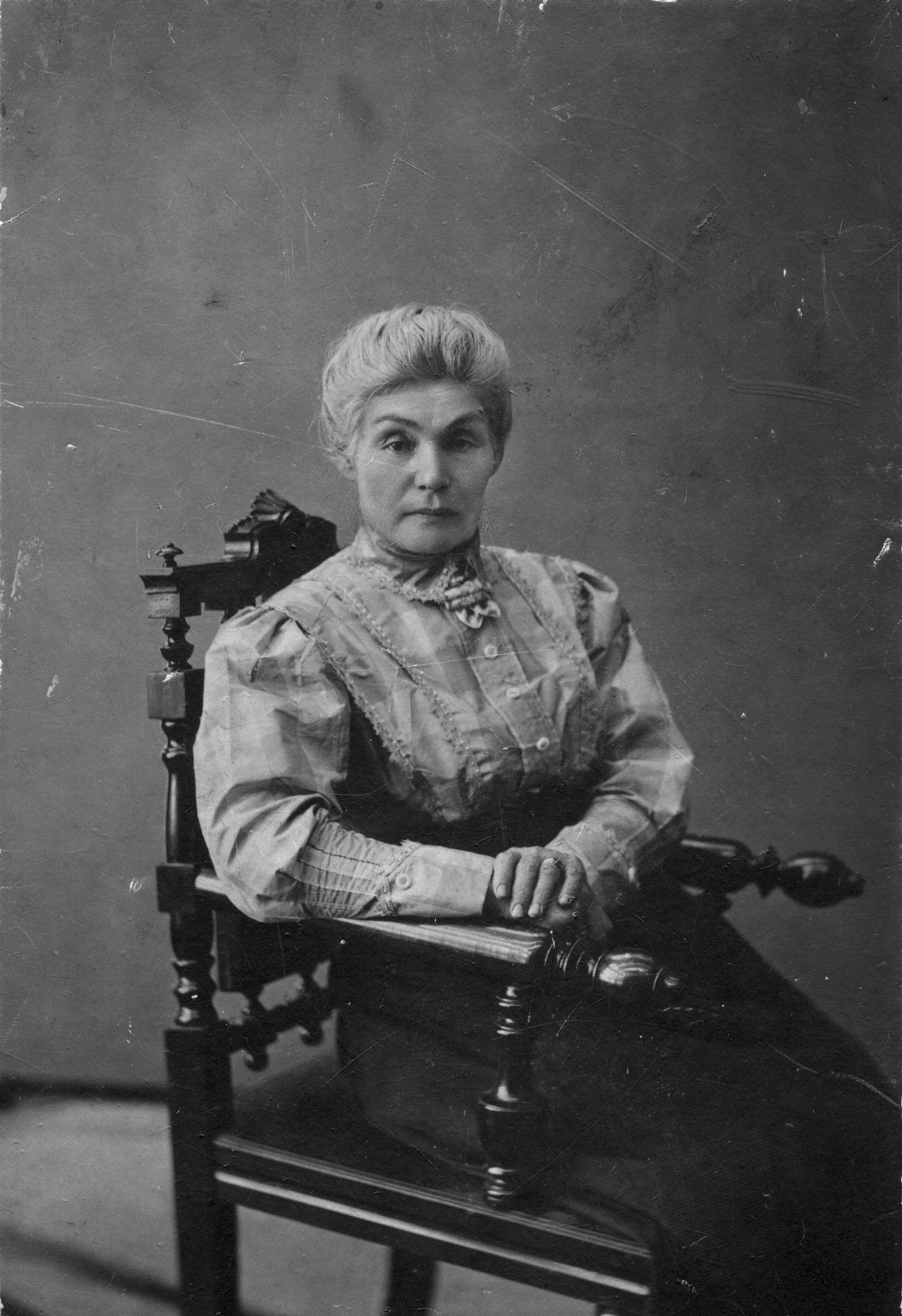
Жена Мария Анисимовна Франжоли. Фото М. А. Шиляева

По мнению Е. Д. Петряева, молодой Максим Горький, останавливался в Вятке именно у Тимофея Франжоли. В 1933 году была найдена записка, в которой Алексей Максимович писал: «Ник. Мих. Флёров. Как член подготовит. группы „Нар. воли“. Его рассказы о Желябове, <А. А.> Франжоли, Перовской. Началось с <Т. А.> Франжоли. Мой визит к нему в Вятке…». Кроме Максима Горького, в гостинице Тимофея Франжоли останавливался скульптор Наум Аронсон, приезжавший в гости к своему брату, вятскому стоматологу Дону Львовичу Аронсону. Здесь бывала Анна Евграфовна Горчакова, урождённая Комаровская, — жена вятского губернатора С. Д. Горчакова и племянница С. А. Толстой, расстрелянная большевиками. Кондитерская и гостиница Франжоли, расположенные в центре города, долгое время служили городской приметой, общеизвестной городской доминантой. Рядом с ними кондитер выстроил новый трёхэтажных флигель, служивший доходным домом.
В конце 1910 года умерла от рака жена Т. А. Франжоли Мария Анисимовна. Тимофей Афанасьевич вдовел три года, а зимой 1915 года женился вторым браком на 38-летней сестре милосердия Вятского лазарета Александре Архиповне Тиминцевой. Ему было в то время 60 лет. Все дела по управлению кондитерской фабрикой он передал старшему сыну Николаю. В начале осени 1915 года он заболел пневмонией и спустя непродолжительное время скончался в возрасте 61 года, таким образом, его брак с А. А. Тиминцевой длился немногим более полугода. Похоронен на Богословском кладбище Вятки, ныне не существующем. Вятская городская Дума на заседании 14 октября почтила память бывшего гласного Думы.

## Семья

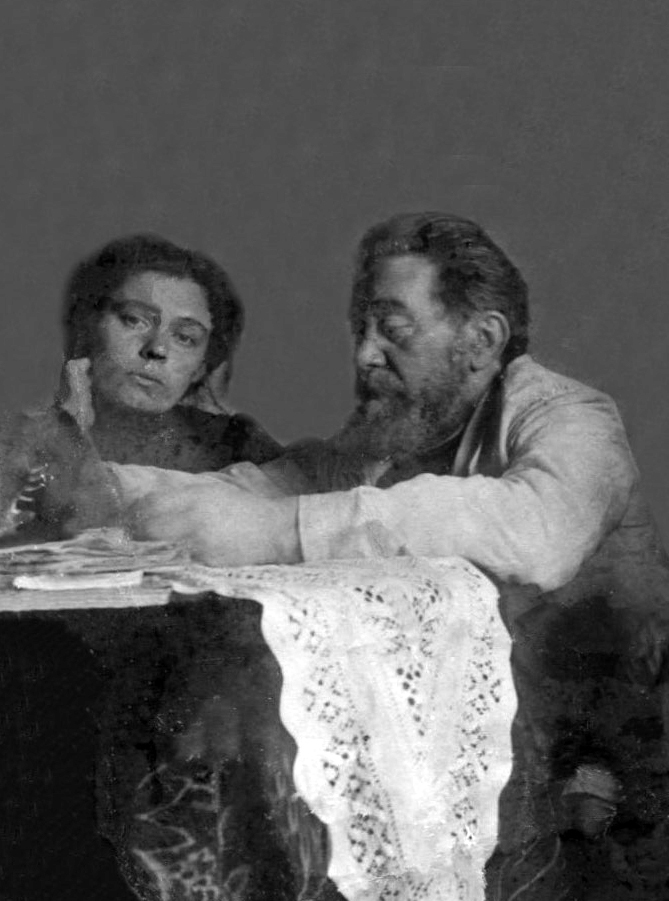
Тимофей Франжоли с дочерью Ниной Тугариновой. Вятка. Нач. 1910-х гг.

Тимофей Афанасьевич жил в Вятке безвыездно со своей семьёй до самой смерти в 1915 году. В счастливом браке с Марией Анисимовной, которая подобно жёнам декабристов, отправилась вслед за мужем в далёкую ссылку, родилось 13 детей. Сохранились сведения о шестерых выживших детях: сыновья Николай (1880—1967), Владимир (1882—?) и Виктор (1890—?), дочери Нина (в зам. Тугаринова) (1885—1976), Людмила (1896—1992) и Надежда (1888—?). Владимир Тимофеевич усвоил оппозиционные взгляды отца и стал редактором местной газеты «Вятская речь» (1908—1909). В эти годы газета поместила на своих страницах нашумевшую статью «Карательная экспедиция для взимания податных недоимок с крестьян Котельнического уезда». Статья вызвала широкий резонанс, была перепечатана столичными газетами и вызвала смещение вятского губернатора С. Д. Горчакова.
Николай родился 19 октября 1880 года. После Октябрьской революции он переселился в деревню Кривобор вблизи деревни Малый Конып на берегу реки Чепцы, ныне это часть Коныпского сельского поселения, где жил до своей смерти в 1967 году. Он был дружен с известным губернским врачом, впоследствии главным терапевтом отдела госпиталей Кировской области И. И. Мышкиным, приходившимся ему дальним родственником. Пребывание в Кривоборе у Н. Т. Франжоли натолкнуло И. И. Мышкина на создание на берегу Чепцы Всероссийской комсомольской здравницы, которая в дальнейшем была преобразована в детский санаторий «Конып» для детей с сердечно-сосудистыми заболеваниями. Дочь Людмила (род. 11 (23) июля 1896 года) впоследствии стала актрисой провинциальной сцены.